# کویرنباخ (کوزل)
کویرنباخ (به آلمانی: Quirnbach/Pfalz) یک شهر در آلمان است که در Lauterecken-Wolfstein واقع شده‌است. کویرنباخ ۵۱۸ نفر جمعیت دارد.